# 戚連新
戚連新(？-1804年)為中國清朝武官官員，本籍雲南尋甸。行伍出身的戚連新於1800年（嘉慶5年）奉旨接替倪定得，於台灣地區擔任台灣水師協副將(第61任)。而隸屬台灣鎮之下的此官職是台灣清治時期的這階段，全台灣的海防軍事層級最高武將，其統帥三標水營，數千名水師兵勇。